# Музыка инков
Му́зыка и́нков была частью культурной и религиозной жизни народа Империи Инков и заключалась в игре на музыкальных инструментах, пении, танцах. Музыка инков уникальна по своему богатству, характеру и жанровому разнообразию, что обусловлено множеством событий, которые сопровождались песнопениями или игрой: от бытовых до ритуальных. Несмотря на то, что многие особенности исконной музыкальной культуры были забыты и безвозвратно утеряны, она, в основе, продолжает свои традиции в музыке современных андских народов. Часть жанров современной музыки Анд, а именно те, что исполняются только на духовых и ударных инструментах (таркеада, сикури, к'анту, чокелада, чириуано, чунчу и т. д.), прямо восходят к доколумбовым образцам.

## Музыкальные инструменты

Инкский музыкант (XIV-XV вв.)

Инки играли в основном на духовых и ударных музыкальных инструментах. Духовые представлены разного рода флейтами, используемыми как инструментальный фон во время пения. Такие флейты назывались кенами. Их изготавливали из подручных материалов (например, глины), реже использовали кость или металл. Существовали также тарка, пинкулью и другие. Как отмечал Гарсиласо де ла Вега, самым любимым и популярным духовым инструментом была флейта сику, включающая несколько трубок, расположенных в ряд по длине таким образом, чтобы создать ряд звуков от высоких к низким. Флейты составлялись из двух частей — ира и арка, — в которых трубки были настроены с интервалом в терцию. Реже среди музыкальных инструментов инков выделяют свирель из тростника антара.
Из ударных инструментов известны бубны, выполненные необычным образом: они представляли собой сосуды с водой и с обтянутым кожей горлышком. Вода, перемещаясь по сосуду и ударяясь о стенки и крышку, издает звук. Барабаны имели также технологию «перепонки». Использование барабанов было более редким — на них обычно играли женщины во время праздников.

## Песни и танцы
Игра на флейте (кена, кечуа qina) сопровождало харави (кечуа harawi) — сольную лирическую песню инков. Танец мог быть как простым, ставящим целью получение удовольствия, так и специальным, связанным с культом. Были распространены праздничные танцы (костюмированные?), устраиваемые во время религиозных праздников. Они носили магический характер. Военные танцы исполнялись мужчинами с оружием и символизировали победу, часто показываемую в танце. Ритуальные танцы также исполняли крестьяне обоих полов, чтобы обеспечить себя урожаем; практиковалось коллективное пение особых «рабочих» песен непосредственно во время работ.

### «Язык харави»
В деревнях Анд до сих пор существует древняя традиция — парень, влюблённый в девушку, выражает свои чувства к ней, исполняя на флейте неподалёку от её дома одну из известных в данной местности харави. Девушка узнаёт мелодию и вспоминает слова песни, таким образом понимая, какие именно чувства испытывает к ней парень.